# Juhart
Juhart je priimek v Sloveniji, ki ga je po podatkih Statističnega urada Republike Slovenije na dan 1. januarja 2010 uporabljalo 464 oseb.

## Znani nosilci priimka
- Albin Juhart (1893—1972), pravnik
- Andrej Juhart (1597—1666), duhovnik jezuit, učitelj
- Jože Juhart (1906—1967), pravnik, univ. profesor
- Karli Juhart, sršol. prof. fizike (mehanike), pisec učbenikov
- Katja Juhart "Katka" (*1977), tekačica maratonka
- Luka Juhart (*1982), harmonikar (akordeonist), skladatelj
- Martin Juhart (*1991), glasbenik poliinstrumentalist in pevec
- Matej Juhart (*1976), atlet, tekač na 200 m
- Matjaž Juhart (*1973), surdopedagog, vodja Inštituta za slovenski znakovni jezik ZDGNS
- Miha Juhart (*1963), pravnik, strokovnjak za civilno in gospodarsko pravo, univ. profesor
- Radoš Juhart (1922—2015), inž.
- Tadej Juhart, judoist
- Tjaša Juhart, kustostinja lutkarskega muzeja